# Радонич (водохранилище)
Ра́донич — водохранилище в Косове. Находится к северу от Джяковицы. Сооружено на притоке Белого Дрина, реке Пруэ. В Республике Косово является вторым по площади после водохранилища Газиводе. Площадь поверхности — 5,96 км². Объём воды — 0,113 км³.

## Война
Во время конфликта 1998—1999 годов в Косове в непосредственной близости находилась штаб-квартира Армии освобождения Косова, возглавлявшаяся Рамушем Харадинаем, который обвиняется Международным трибуналом в Гааге в совершении преступлений в этой области. На его счёт, среди прочего, были поставлены 30 погибших гражданских лиц сербской и албанской национальности, чьи тела были найдены в водохранилище. Международным трибуналом Харадинай был оправдан, что вызвало возмущение среди должностных лиц Сербии.
После завершения бомбардировок СРЮ авиацией НАТО и прихода КФОР в Косово и Метохию в районе плотины были проведены радиологические исследования на возможное наличие радиоактивности.